# Еврейская шапка

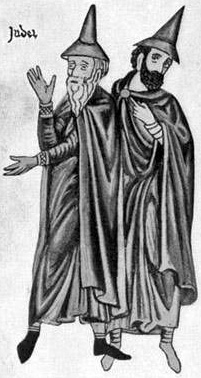
Немецкие евреи в юденхутах, Геррада Ландсбергская, «Сад наслаждений», XII век

«Еврейская шапка» (юденхут, нем. Judenhut) — высокий конический головной убор, согласно декретам Четвёртого Латеранского собора (1215), служивший отличительным знаком для евреев.
С XII по XVII век конусообразная шляпа, называемая лат. pileus cornutus, служила отличительным знаком для евреев в немецкоязычных регионах Священной Римской империи. С XIII века на иллюстрациях и гравюрах еврей узнавался по такой конической шляпе. Предполагается, что негатив передавал не сам юденхут, а скорее контекст, в котором он использовался.

## История
История этого головного убора прослеживается ещё со времен греческой Античности, когда остроконечная «фригийская» шляпа использовалась как средство идентификации варваров. В Риме она была известна как лат. pileus и являлась символом освобождённых рабов. После навязывания такой шапки евреям в Средние века она стала появляться в изображениях всё большего количества «сомнительных» фигур, реальных и мифических, включая еретиков, преступников и карликов.

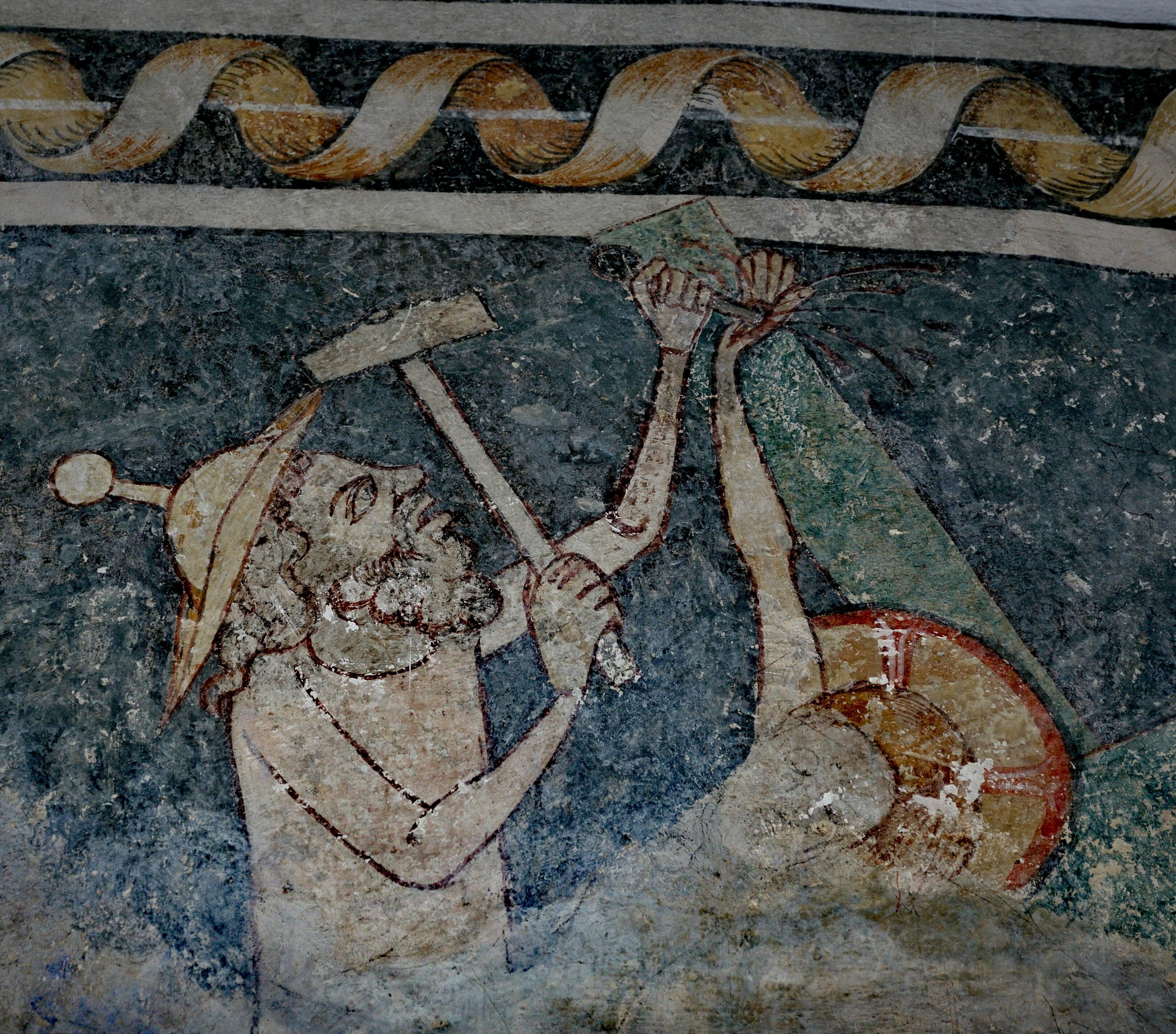
Еврей в «еврейской шапке» распинает Иисуса, настенная роспись XIV века, церковь в Ландау-ин-дер-Пфальц

Швабское зерцало, юридический кодекс, возникший в Швабии в 1275/76, предполагает, что евреи в средневековой Германии XIII века до этого не носили одежду, которая отличала бы их от их христианских соседей: «Евреи должны носить остроконечные шляпы. Таким образом, их можно отличить от христиан, так что в них можно узнать евреев». Основываясь на ряде изобразительных и письменных источниках, предполагается, что евреи, как правило, следовали общим тенденциям в моде. К XIII веку в моде началась тенденция стирания различий во внешности между различными социальными группами в городской среде, что затрудняло их различение. Источники сообщают о христианах, которые были разочарованы, когда они приветствовали кого-то, кого они считали священнослужителем, с большим уважением, а потом узнавали, что он был евреем. Всё чаще звучали призывы к введению определённых кодексов одежды, чтобы сделать социальные группы внешне узнаваемыми. Эти призывы были направлены на укрепление социальной иерархии посредством одежды и символов и предполагали дифференциацию между членами различных ремесленных гильдий, идентификацию священников и евреев. В результате христианские чиновники и церковь вновь заявили о необходимости для евреев носить отличительные знаки. Одним из таких знаков, самым заметным в Германской империи, была остроконечная шляпа (лат. pileum cornutum), которую должны были носить еврейские мужчины.
Цвет Judenhut установил папа Павел IV в 1555 году. Обычно шляпа имела жёлтый цвет. По мнению Abrahams’а, преобладающим был красный цвет, однако встречались также другие цвета. По распоряжению прусского короля Фридрих-Вильгельма (1713) евреи должны были носить шляпы зелёного цвета. Края этого головного убора иногда были скручены в виде двух рогов.
Швабское зерцало, а также церковное законодательство 1267 года указывали, что требование Четвёртого Латеранского собора об отличительном еврейском знаке должно выполняться посредством ношения остроконечной шляпы. Церковный синод 1267 года во Вроцлаве года постановил: «Евреи должны возобновить ношение остроконечной шляпы, которую они носили в этих регионах и от которой в своей дерзости посмели отказаться». Аналогичное требование было выдвинуто в 1267 году в Вене, а также затронуло Прагу и Зальцбург. Утверждалось, что евреи когда-то носили еврейскую шляпу (юденхут) и должны возобновить её регулярное ношение.
В некоторых случаях отдельных «заслуженных» евреев освобождали от обязанности носить Judenhut. Например, венецианский сенат позволил известному врачу Якову Мантину в течение двух месяцев носить обычную чёрную докторскую шапку.

## В изобразительном искусстве
Ещё до папского законодательства Четвёртого Латеранского собора 1215 года, постановившего, что все евреи должны носить отличительные знаки, Judenhut уже изображался в иллюминированных христианских рукописях.
Изображения евреев и иудаизма были своеобразными явлениями в средневековом христианском искусстве; способ идентификации евреев зависел от использования внешних признаков, таких как длинные бороды, специальные еврейские знаки, «еврейская шапка» и другие символы. Евреев также можно было идентифицировать по отрицательным ролям, включая участие в бичевании Иисуса на пути к распятию. Но если евреи выполняли теологически положительные роли, они, как правило, изображались без внешних признаков и с нормальными и даже благожелательными чертами лица. Таким образом, изображение евреев в средневековом христианском искусстве зависело от их христологической функции.

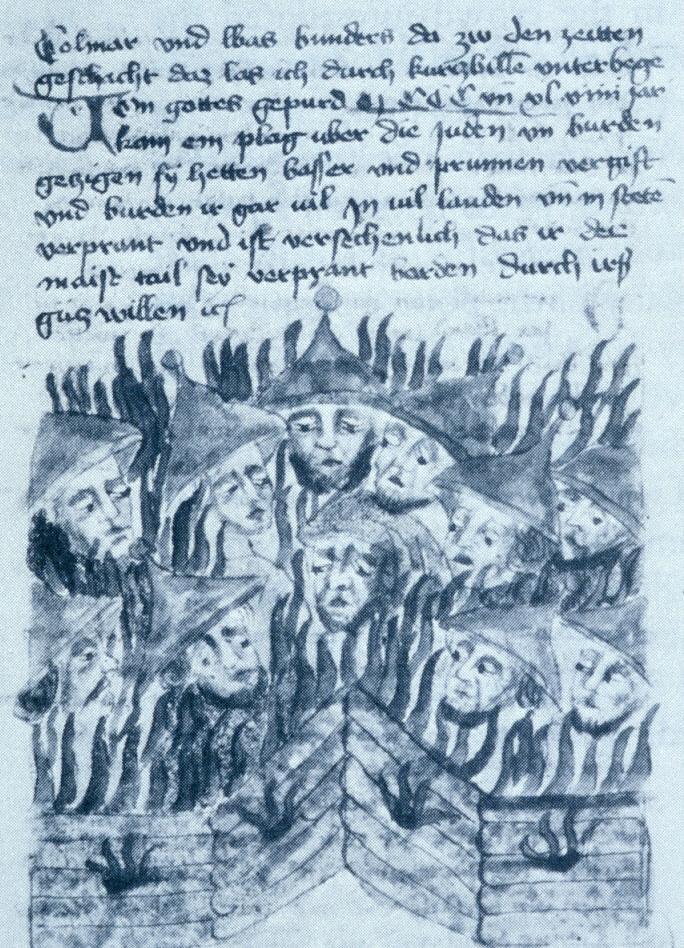
Сожжение евреев во время Первого крестового похода

С поздней Античности до эпохи Каролингов графические изображения Страстей не включали евреев. Однако с XI века образ начал меняться. Следуя антиеврейским тенденциям литературных текстов, преступниками стали изображаться евреи, часто узнаваемые по «еврейским шапкам» или другим предписанным для евреев идентификационным признакам. Лишь очень немногие западные картины явно указывают на еврейство центральных фигур. В еврейской шапке изображены библейские патриархи. На городской печати Тулузы в юденхуте предстаёт Стефан Первомученик; евреи, также в юденхутах, побивают его камнями. Известно несколько изображений Святого Иосифа в такой шапке. В псалтыри XIII века для французского короля Людовика Святого еврейскую шапку носит сам Иисус. Возможно, Иисуса в еврейской шапке изображают восемь средневековых иллюстраций Ужина в Эммаусе. Очевидно, что ни в одном из этих случаев юденхут не был отрицательным символом. Однако эти несколько примеров выделяются в качестве исключения и, вероятно, существенно не повлияли на культурное восприятие европейцами еврейских сюжетов.
Визуальный образ «еврея» получил распространение в Высоком и Позднем Средневековье. Остроконечная шляпа была повсеместно представлена в городских пространствах, часто изображалась на церковных настенных росписях и окнах. Такие изображения евреев в юденхутах, сохранились в средневековых церквях и соборах по всей Центральной Европе. Однако, несмотря на его повсеместность, происхождение юденхута не выяснено. Археологические источники умалчивают о нём, как и, по большей части, еврейские письменные источники. Некоторые упоминания о юденхуте имеются в христианских юридических источниках; часто он изображается в христианских изобразительных источниках. Кроме того, юденхут хорошо представлен в еврейских иллюминированных рукописях. Он изображался на монетах, отчеканенных еврейскими чеканщиками, и на еврейских печатях, которые обнаруживаются в виде восковых оттисков на записях. Евреи регулярно использовали этот символ в своем личной, общественной и художественной саморепрезентации. В связи с эти исследователями ставится вопрос: действительно ли юденхут был знаком позора, и если да, то почему евреи присвоили и сами демонстрировали его.

Герб города Юденбурга, Австрия

Во многих иллюминированных еврейских рукописях изображены взрослые евреи-мужчины, носящие юденхут во время выполнения ритуальных действий. Молодые еврейские мальчики и еврейские женщины в рукописях в юденхуте не изображались. На некоторых еврейских печатях изображено стереотипное лицо еврея с длинной бородой в остроконечной шляпе — именно так в христианском искусстве изображались евреи. Многие христиане также изображали остроконечную шляпу на своих личных печатях, часто в сочетании с лицом еврея с длинной бородой. Эти христиане имели фамилию нем. Jud («еврей»); в латинских источниках, а также в надписях на латинских печатях они получили имя «называемый евреем» (лат. dictus iudeus). Неизвестно, происходили ли эти христиане из еврейских семей, принявших христианство, однако изображения на их печатях прямо отсылали к их имени через символ Judenhut, и эта связь была очевидна любому, кто видел печать. На основании этих печатей и живописных изображений предполагается, что Judenhut не обязательно был негативным или исключительно антиеврейским символом.
Возможно, самое известное изображение еврея с юденхутом в качестве нейтрального маркера — миниатюра начала XIV века, на которой представлен немецкий поэт еврейского происхождения Зюскинд из Тримберга. Поэт участвует в оживлённой дискуссии с епископом и другими священнослужителями. Одежда, в которую он одет, идентична одежде епископа. Только остроконечная шляпа отличает его от собеседников. Тот факт, что не только христиане, но и евреи приняли юденхут в качестве репрезентативного символа, свидетельствует, что изображение имело для них по крайней мере нейтральное — а возможно, даже положительное значение.
Во второй половине XV века Judenhut постепенно исчезает с еврейских печатей и из еврейских иллюминированных рукописей. Причиной этого, видимо, стало введение нового еврейского знака, который понимался как уничижительный, жёлтого значка. В отличие от Judenhut, этот знак изображался в еврейских иллюминированных рукописях лишь изредка.
Даже если Judenhut был нейтральным, а не отрицательным, он должен был сообщать зрителям, что его владелец является евреем. Функция Judenhut как знака такого рода могла породить способ наказания для христианских женщин, которые имели сексуальный контакт с еврейскими мужчинами, как зафиксировано в нескольких источниках. Этих христианских женщин выводила из города большая и шумная толпа, а на их головы временно надевали юденхут. Так источник описывает, какое требуется наказание для христианки из Цюриха в конца XIV века: «Ринггерин следует поместить на телегу и провезти по городу во все общественные места, где делаются объявления. Кроме того, ей на голову следует надеть маленький юденхут, сделанный из бумаги, когда её проведут по городу с двумя сторожевыми рогами [сигнальными рогами, используемыми стражниками]». Предположительно, половой акт с мужчиной-евреем символически обращал христианских женщин в евреек.
В память о жёлтом еврейском знаке и жёлтой «еврейской шапке» основатель политического сионизма Теодор Герцль использовал жёлтый цвет для обложки первого сионистского периодического издания «Ди Вельт».